# Alte Welt

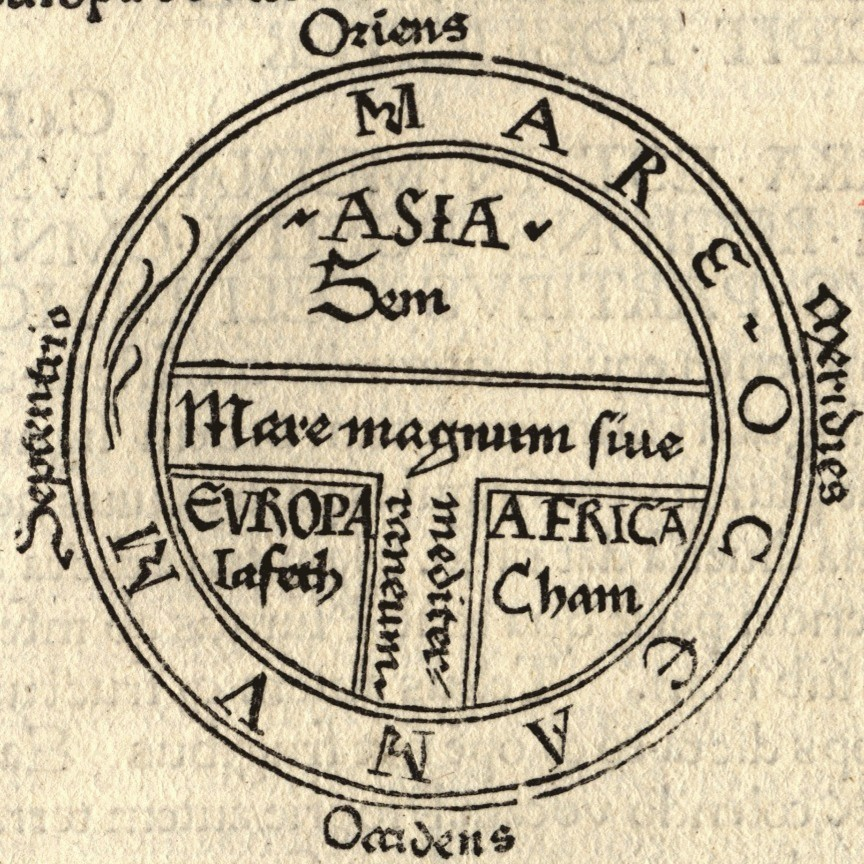
Eine Radkarte der Alten Welt in Form einer sogenannten TO-Karte aus Isidor von Sevillas Enzyklopädie Etymologiae, veröffentlicht um 623, hier im Erstdruck von Günther Zainer aus dem Jahr 1472

Die Alte Welt ist eine historische Bezeichnung für die Kontinente der Erde, die den Europäern vor der Entdeckung Amerikas 1492 bekannt waren: Europa, Afrika und Asien. Teilweise wird auch nur Europa darunter verstanden.

## Geschichte
Im 2. Jahrhundert beschrieb Ptolemäus in seinem Atlas Geographike Hyphegesis die bekannte Welt. Das hierauf basierende mittelalterliche Weltbild zeigt im schematischen Rad (Radkarte) die Siedlungsgebiete der Nachkommen der drei Söhne Noahs, Sem in Asien, Ham in Afrika und Japhet in Europa.
Im Gegensatz dazu steht seit den Entdeckungsreisen des Christoph Kolumbus im späten 15. Jahrhundert die Neue Welt mit Nord- und Südamerika.
Australien und die Antarktis werden nicht eingeordnet, da sie zur Zeit der Entstehung dieser Begriffe noch nicht bekannt waren.

## Alte Welt in der Biogeographie
In der Biogeographie werden unter den Bezeichnungen Alte Welt und altweltlich die Faunenprovinzen Paläarktis und Paläotropis beziehungsweise die sie charakterisierenden Arten zusammengefasst.